# 深渊 (电影)
是一部由詹姆斯·卡梅隆编剧并导演的1989年美国科幻电影。影片由艾德·哈里斯、玛丽·伊丽莎白·马斯特兰托尼奥和麥可·賓恩主演。影片于1989年8月9日在北美地区上映，并获第62届学院奖视觉效果奖。

## 剧情
一艘帶有核武的潛艇擱淺，軍方因為時效關係，聘請民間深海石油探勘團隊進行救援任務。然而，他們卻在深海中發現，存在的不只是他們。

## 演员
- 艾德·哈里斯 饰 Virgil "Bud" Brigman，海底石油钻井工作台的工头
- 玛丽·伊丽莎白·马斯特兰托尼奥（英语：Mary Elizabeth Mastrantonio） 饰 Lindsey Brigman博士，Bud的妻子，也是海底石油钻井工作台的设计师
- 麥可·賓恩 饰 美国海军三栖特种部队（海豹部队）Hiram Coffey中尉
- J·C·奎因（英语：J. C. Quinn） 飾 Arliss "Sonny" Dawson
- 萊奧·波爾麥斯特（英语：Leo Burmester） 飾 Catfish De Vries
- 金佰利·斯科特（英语：Kimberly Scott） 飾 Lisa "One Night" Standing
- 陶德·葛拉夫（英语：Todd Graff） 飾 Alan "Hippy" Carnes
- 約翰·貝德福特·洛依德（英语：John Bedford Lloyd） 飾 Jammer Willis
- 克里斯·艾略特（英语：Chris Elliott） 飾 Bendix
- Kidd Brewer Jr. 飾 Lew Finler
- George Robert Klek 飾 Wilhite，美國海豹部隊人員
- Christopher Murphy 飾 Schoenick，美國海豹部隊人員
- Adam Nelson 飾 Ensign Monk，美國海豹部隊人員
- 李察·沃洛克（英语：Dick Warlock） 飾 Dwight Perry
- Jimmie Ray Weeks 飾 Leland McBride
- J·肯尼斯·坎貝爾（英语：J. Kenneth Campbell） 飾 DeMarco
- 小威廉·韋雪（英语：William Wisher Jr.） 飾 Bill Tyler，記者
- 肯·詹金斯（英语：Ken Jenkins） 飾 Gerard Kirkhill

## 反响
《深渊》于1989年8月9日开始在1533家电影院上映，首周票房为930万美元，最终在北美收入5440万美元，其他国家约3550万美元，总票房约为9千万美元。

### 获奖与提名
《深渊》在第62届学院奖角逐中拿下了视觉效果奖，另有艺术指导、摄影和音效3项提名。